# Anna Nakwaska
Anna Nakwaska (Varsóvia, 28 de março de 1781 — Płock, 21 de outubro de 1851) foi uma escritora de literatura infantil e educadora polonesa.